# Raymond Sackler
Raymond Sackler (* 16. Februar 1920 in New York City; † 17. Juli 2017 in Greenwich, Connecticut) war ein US-amerikanischer Unternehmer, der gemeinsam mit seinem Bruder Mortimer Sackler für die Vermarktung des Medikaments Oxycontin und Kultursponsoring bekannt war. Auf die Werbeaktivitäten der Brüder ging die Opioidkrise in den USA zurück.

## Leben und Karriere
Raymond Sackler, Sohn der polnisch-jüdischen Immigranten Isaac und Sophie Sackler, geb. Greenberg, ging in Brooklyn zur Schule. Er absolvierte eine medizinische Ausbildung an der New York University und der University of Glasgow. Seine Ausbildung beendete er 1944 als Doktor der Medizin an der Middlesex University in Massachusetts. Zusammen mit seinem Bruder Mortimer Sackler übernahm er 1952 das Pharmaunternehmen Purdue Pharma. Diese Investition machte die beiden Brüder äußerst vermögend. Sie begannen ab 1995 mit der Vermarktung des Blockbuster-Medikaments Oxycontin, ein Opioid auf Basis des Wirkstoffes Oxycodon. Es zählte lange Zeit zu den umsatzstärksten Arzneimitteln der Welt.

## Kritik
Purdue Pharma steht dauerhaft in der Kritik, da das Unternehmen nicht ausreichend auf die Suchtgefahr durch die Einnahme Oxycontins hinwies. Der Pharmahersteller wird heute direkt mit der Opioidkrise in den USA in Zusammenhang gebracht. Am 16. September 2019 beantragte Purdue Pharma L.P. Insolvenz nach Chapter 11 des US-amerikanischen Insolvenzrechts. Das Unternehmen soll in diesem Zuge in eine Stiftung der öffentlichen Hand überführt werden.
Zusammen mit seiner Frau Beverly Sackler betätigte sich Raymond Sackler kraft seines Vermögens immer wieder als Mäzen und spendete unter anderem für Forschungseinrichtungen und Universitäten weltweit.
Im März 2019 verkündeten mehrere Kunstmuseen, aufgrund der Verwicklung der Sackler-Familie in die Opioidkrise keine Spenden mehr von den Erben Raymond und Mortimer Sacklers anzunehmen. Zu den Museen, die Großspenden ablehnten, gehören die National Portrait Gallery, die Tate Gallery und das Solomon R. Guggenheim Museum. Gleichfalls nahmen bedeutende Museen in den folgenden Jahren Umbenennungen in ihren Häusern vor, u. a. das Victoria and Albert Museum, der Louvre, das Metropolitan Museum of Art, die Tate Gallery und das Jüdische Museum Berlin benannten ihre den Sacklers gewidmeten Gebäudeteile um.

## Auszeichnungen
- Knight Commander des Order of the British Empire (KBE)
- Offizier der französischen Ehrenlegion[8]
- Offizier des Ordens von Oranien-Nassau[9]

- Der Asteroid (7690) Sackler wurde am 11. Februar 1998 zu Ehren von Raymond und seiner Ehefrau Beverly Sackler benannt.